# 缺血
缺血（ischemia）是描述組織供血量不足，進而導致缺氧及養分的情形。缺血一般由血管問題所導致，也可能因血管收縮、血栓形成，或栓塞，導致局部贫血所導致。缺血除了導致缺氧以外及缺乏營養素之外，也會導致代謝產物累積，進而傷害組織。

## 辭源
「缺血」譯自一詞希臘文「ἴσχαιμος 」（iskhaimos），其中「 ἴσχω」（iskhο）指的是「阻滯」，「αἷμα」（ haima）指的是「血流」。

### 引用
1. ↑  OED 2nd edition, 1989.
2. ↑  Entry "ischemia" in Merriam-Webster Online Dictionary （页面存档备份，存于）.
3. ↑  Merck & Co. Occlusive Peripheral Arterial Disease （页面存档备份，存于）, The Merck Manual Home Health Handbook website, revised and updated March 2010. Retrieved March 4, 2012.